# Gouvernement Fernández Mañueco II
Pour les articles homonymes, voir Gouvernement Fernández Mañueco.
Castille-et-León
Mañueco I 
Le gouvernement Fernández Mañueco II (en espagnol : Segundo Gobierno Fernández Mañueco) est le gouvernement autonome de Castille-et-León depuis le 20 avril 2022, sous la XIe législature des Cortes.
Il est dirigé par le libéral-conservateur Alfonso Fernández Mañueco et formé après les élections régionales anticipées du 13 février 2022. Il se compose initialement d'un vice-président et de 10 conseillers. Lors d'un remaniement opéré en juillet 2024, la vice-présidence est supprimée et le titre confié à une conseillère.
Majoritaire aux Cortes au début de son mandat, il est constitué d'une coalition entre le Parti populaire et Vox. Celle-ci est rompue en juillet 2024, provoquant la mise en minorité de l'exécutif.
Il succède au gouvernement Fernández Mañueco I qui assumait la gestion des affaires courantes depuis les élections régionales.

## Historique du mandat
Ce gouvernement est dirigé par le président de la Junte de Castille-et-León conservateur sortant Alfonso Fernández Mañueco. Il est constitué et soutenu par une coalition de droite entre le Parti populaire (PP) et Vox. Ensemble, ils disposent de 44 députés sur 81, soit 54,3 % des sièges du Cortes.
Il est formé à la suite des élections parlementaires du 13 février 2022.
Il succède donc au gouvernement Fernández Mañueco I, initialement constitué et soutenu par le Parti populaire et Ciudadanos (Cs), puis par le seul Parti populaire.

### Formation
Le 20 décembre 2021, Alfonso Fernández Mañueco annonce la dissolution des Cortes, renvoie les quatre conseillers de Ciudadanos de son gouvernement et convoque des élections anticipées pour le 13 février 2022.
Le scrutin est remporté par le Parti populaire, qui redevient la première force politique du territoire mais avec à peine deux députés de plus, tandis que Vox triple son nombre de voix et détient la clé du maintien au pouvoir d'Alfonso Fernández Mañueco, aucune majorité alternative ne s'étant dessinée. Le 10 mars, le PP et Vox concluent un accord de principe pour former un gouvernement conjoint au sein duquel le parti d'extrême droite disposera de la vice-présidence et de trois départements exécutifs (consejerías). C'est la première fois depuis l'amorce de la Transition démocratique que l'extrême droite participe à une instance gouvernementale.
Le président des Cortes Carlos Pollán (en), issu de Vox, annonce le 18 mars suivant qu'il propose officiellement Alfonso Fernández Mañueco comme candidat à l'investiture des parlementaires. Deux semaines et demi plus tard, il indique que la session d'investiture se tiendra le 11 avril, les deux partenaires de la coalition ayant réglé les derniers détails de leur contrat de coalition.
Le 11 avril, Alfonso Fernández Mañueco est effectivement investi pour un second mandat de président de la Junte avec 44 voix pour et 37 voix contre, recevant le seul soutien du PP et de Vox tandis que tous les autres partis lui refusent leur confiance. Il prête serment le lendemain, en présence de la ministre de l'Éducation Pilar Alegría et de la secrétaire générale du PP Cuca Gamarra, mais en l'absence du nouveau président du parti Alberto Núñez Feijóo. L'exécutif est assermenté le 20 avril.

### Évolution
Le conseiller à la Présidence Jesús Julio Carnero (es) remet le 11 mai 2023 sa démission afin de se concentrer sur sa campagne pour les élections municipales du 28 mai suivant à Valladolid. L'exécutif régional indique quelques heures plus tard qu'il sera remplacé par le directeur des Services juridiques Luis Miguel González Gago, qui prête serment et entre en fonction le 15 mai.
Le 11 juillet 2024, le président de Vox Santiago Abascal annonce la rupture de toutes les coalitions avec le Parti populaire (PP) après que les gouvernements régionaux présidés par le PP ont accepté de participer à la répartition de quelques centaines de mineurs non accompagnés. Alfonso Fernández Mañueco orchestre le lendemain un remaniement gouvernemental, supprimant la vice-présidence comme entité autonome et confiant le titre à la conseillère à la Famille, relevant deux des trois autres conseillers proposés par Vox et confirmant dans ses fonctions le conseiller à la Culture Gonzalo Santonja (es).

## Composition

### Initiale (20 avril 2022)
- Par rapport au gouvernement Fernández Mañueco I, les nouveaux conseillers sont indiqués en gras, ceux ayant changé d'attributions le sont en italique.

| Fonction                                                                   | Titulaire | Titulaire                                                                       | Parti |
| -------------------------------------------------------------------------- | --------- | ------------------------------------------------------------------------------- | ----- |
| Président de la Junte                                                      |           | Alfonso Fernando Fernández Mañueco                                              | PP    |
| Vice-président                                                             |           | Juan Manuel García-Gallardo Frings (es)                                         | VOX   |
| Conseiller à la Présidence Secrétaire du conseil de gouvernement           |           | Jesús Julio Carnero García (es) (jusqu'au 15/05/2023) Luis Miguel González Gago | PP    |
| Conseiller à l'Économie et aux Finances Porte-parole                       |           | Carlos Javier Fernández Carriedo (es)                                           | PP    |
| Conseiller à l'Industrie, au Commerce et à l'Emploi                        |           | Mariano Veganzones Díez                                                         | VOX   |
| Conseiller à l'Environnement, au Logement et à l'Aménagement du territoire |           | Juan Carlos Suárez-Quiñones y Fernández (es)                                    | PP    |
| Conseillère à la Mobilité et à la Transformation numérique                 |           | María González Corral                                                           | Sans  |
| Conseiller à l'Agriculture, à l'Élevage et au Développement rural          |           | Gerardo Dueñas Merino                                                           | Sans  |
| Conseiller à la Santé                                                      |           | Alejandro Vázquez Ramos                                                         | PP    |
| Conseillère à la Famille et à l'Égalité des chances                        |           | María Isabel Blanco Llamas                                                      | PP    |
| Conseillère à l'Éducation                                                  |           | María del Rocío Lucas Navas                                                     | PP    |
| Conseiller à la Culture, au Tourisme et aux Sports                         |           | Gonzalo Santonja Gómez-Agero (es)                                               | Sans  |

### Remaniement du 13 juillet 2024
- Par rapport à la composition précédente, les nouveaux conseillers sont indiqués en gras, ceux ayant changé d'attributions sont indiqués en italique.

| Fonction                                                                   | Titulaire | Titulaire                                    | Parti |
| -------------------------------------------------------------------------- | --------- | -------------------------------------------- | ----- |
| Président de la Junte                                                      |           | Alfonso Fernando Fernández Mañueco           | PP    |
| Vice-présidente Conseillère à la Famille et à l'Égalité des chances        |           | María Isabel Blanco Llamas                   | PP    |
| Conseiller à la Présidence Secrétaire du conseil de gouvernement           |           | Luis Miguel González Gago                    | PP    |
| Conseiller à l'Économie et aux Finances Porte-parole                       |           | Carlos Javier Fernández Carriedo (es)        | PP    |
| Conseiller à l'Industrie, au Commerce et à l'Emploi                        |           | Leticia García Sánchez                       | PP    |
| Conseiller à l'Environnement, au Logement et à l'Aménagement du territoire |           | Juan Carlos Suárez-Quiñones y Fernández (es) | PP    |
| Conseillère à la Mobilité et à la Transformation numérique                 |           | José Luis Sanz Merino                        | PP    |
| Conseiller à l'Agriculture, à l'Élevage et au Développement rural          |           | María González Corral                        | Sans  |
| Conseiller à la Santé                                                      |           | Alejandro Vázquez Ramos                      | PP    |
| Conseillère à l'Éducation                                                  |           | María del Rocío Lucas Navas                  | PP    |
| Conseiller à la Culture, au Tourisme et aux Sports                         |           | Gonzalo Santonja Gómez-Agero (es)            | Sans  |